# هواوی اسند

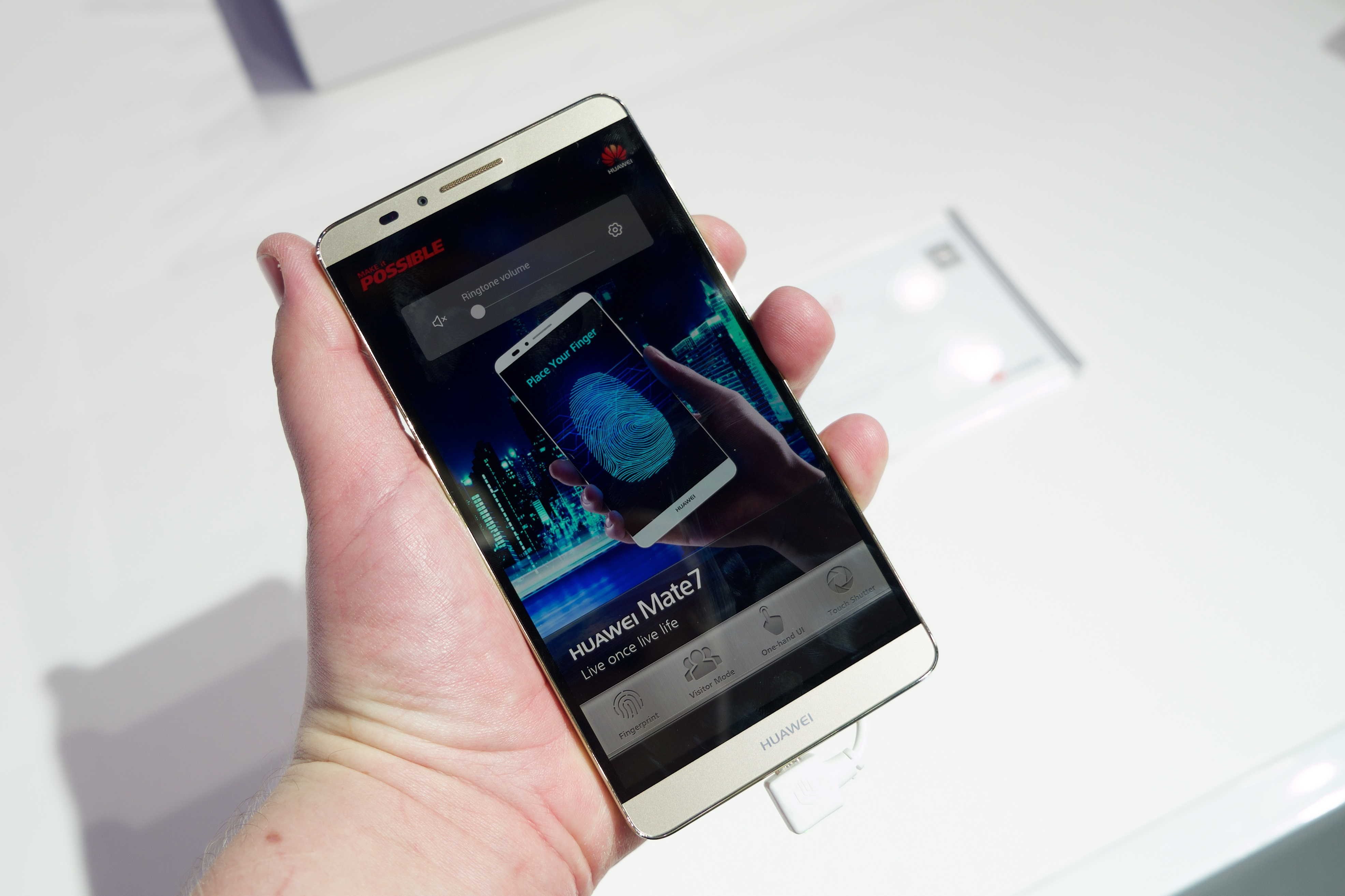
هواوی میت ۷ در کنگره جهانی موبایل_بارسلونا ۲۰۱۵

هواوی اسند سری تلفن هوشمندی است که با سیستم‌عامل اندروید و ویندوز فون توسط شرکت هواوی تولید شده است.
فهرست زیر شامل گوشی‌های این سری به ترتیب زمان عرضه است:
- هواوی اسند، اولین گوشی این سری
- هواوی اسند II
- هواوی اسند دی کواد
- هواوی اسند دی کواد اکس‌ال
- هواوی اسند دی۱
- هواوی اسند دی۱ کواد
- هواوی اسند دی۲
- هواوی اسند دی۳
- هواوی اسند جی۳۰۰
- هواوی اسند جی۳۱۲
- هواوی اسند جی۳۳۰
- هواوی اسند جی۵۱۰
- هواوی اسند جی۵۲۵
- هواوی اسند جی۵۲۶
- هواوی اسند جی۶۰۰
- هواوی اسند جی۶۱۰
- هواوی اسند جی۶۱۵
- هواوی اسند جی۶۲۰اس
- هواوی اسند جی۶۳۰
- هواوی اسند جی۷
- هواوی اسند جی۷۰۰[۲]
- هواوی اسند جی۷۴۰
- هواوی اسند میت
- هواوی اسند میت۲
- هواوی اسند میت۷[۳]
- هواوی اسند پی۱
- هواوی اسند پی۱ ال‌تی‌ئی
- هواوی اسند پی۱ اس
- هواوی اسند پی۱ اکس‌ال
- هواوی اسند پی۲
- هواوی اسند پی۶
- هواوی اسند پی۷
- هواوی پی۷ مینی
- هواوی پی۸
- هواوی پی۸ مکس
- هواوی پی۸ لایت
- هواوی اسند کیو
- هواوی اسند دابلیو۱
- هواوی اسند دبلیو۲
- هواوی اسند اکس
- هواوی اسند وای
- هواوی اسند وای۱۰۰
- هواوی اسند وای۲۰۰
- هواوی اسند وای۲۰۱
- هواوی اسند وای۲۰۱ پرو
- هواوی اسند وای۲۱۰دی
- هواوی اسند وای۳۰۰
- هواوی اسند وای۳۲۱
- هواوی اسند وای۳۳۰
- هواوی اسند وای۵۱۱
- هواوی اسند وای۵۳۰
- هواوی اسند وای۵۵۰